# Dorfkirche Beidendorf

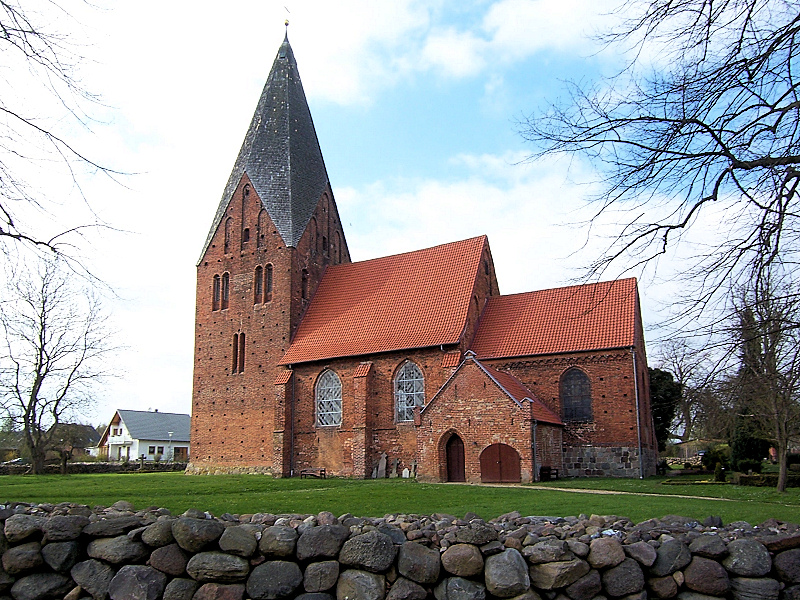
Dorfkirche Beidendorf von Süden (2008)

Die Dorfkirche Beidendorf der Kirchengemeinde Dambeck-Beidendorf gehört zur Propstei Wismar, Kirchenkreis Mecklenburg der Evangelisch-Lutherischen Kirche in Norddeutschland. Politisch gehört Beidendorf zu Bobitz im Landkreis Nordwestmecklenburg.

## Geschichte

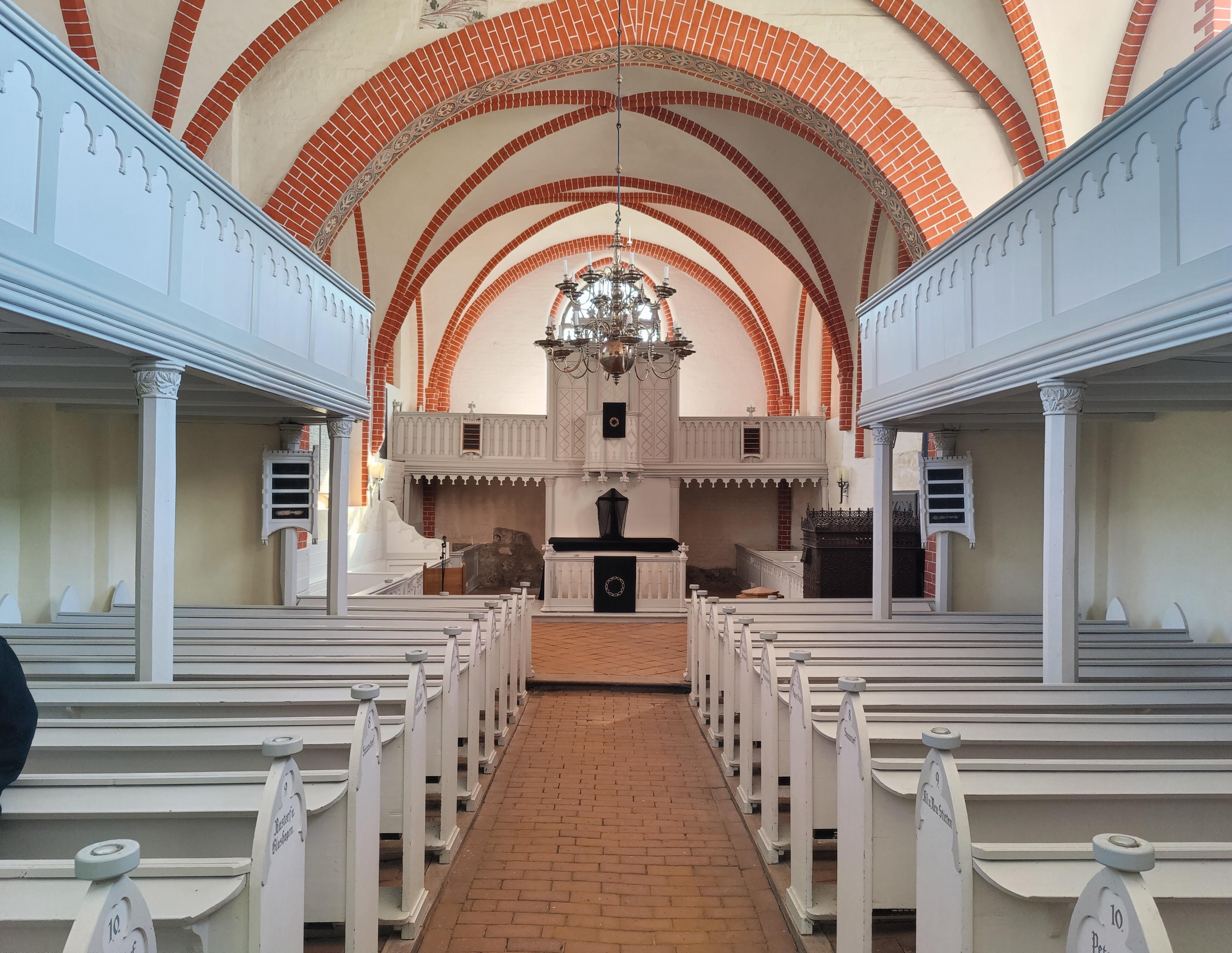
Helle Farbgestaltung nach der Renovierung (2023)

Die Kirche und Pfarre in Beidendorf werden bereits 1230 im Ratzeburger Zehntregister erwähnt, welches die damals zum Bistum Ratzeburg gehörenden Ortschaften geordnet nach Kirchspielen auflistet. Am 23. Juni 1321 schenkte der Ritter Johann Storm dem Kloster Dobbertin eine Hebung aus Beidendorf zu seiner Memorie. Als Pleban taucht in diesem Jahr ein „Dietrich“ in den Urkunden auf. Um 1330 wurde Beidendorf in der Taxe der Ratzeburger Kirchen auf einen Wert von 30 Mark Silber geschätzt. 1396 war der Kirchherr ein Nikolaus Dargetzow.
Die Kirche erlitt während eines Sturms 1703 große Schäden. Ein Blitzschlag in den Turm und der daraufhin auf die Kirche übergreifende Brand am 26. Juni 1836 zerstörten den Turm und beschädigten das Kirchenschiff. Die Kirche wurde wieder aufgebaut.
Seit 1972 ist die Kirchengemeinde Beidendorf mit der Kirchengemeinde Dambeck verbunden. 1974 fusionierten beide Gemeinden. Zur Kirchengemeinde gehören etwa 700 Gemeindeglieder in 18 Dörfern und neben der Beidendorfer Kirche die St.-Katharinenkirche in Dambeck, wo sich auch das Pfarrhaus befindet.
Eine umfangreiche Renovierung erfolgte 1996. Dabei wurde die dunkle Wirkung der Inneneinrichtung durch die hellgraue Farbgestaltung der Emporen, des Gestühls und des Altars, sowie die helle Wandfarbe aufgehoben. Durch den dabei erfolgten Einbau eines beheizbaren Raumes im Turmuntergeschoss mit einer Glastür zum Kirchenraum ist auch im Winter eine Nutzung durch die Gemeinde möglich.

## Baubeschreibung

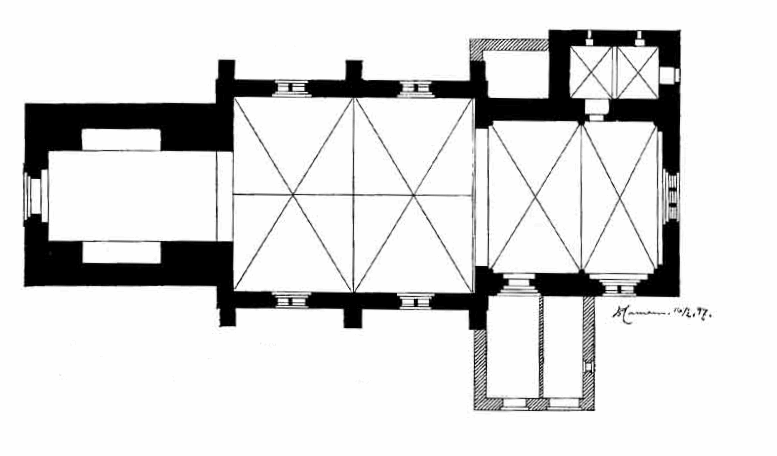
Grundriss nach Schlie

Die Kirche ist ein auf Granitsteinen gegründete gotischer Backsteinbau. Der Chor schließt gerade ab und ist eine Stufe höher als das Kirchenschiff. Langhaus, Chor und die nördlich angebaute Sakristei sind jeweils mit zwei Kreuzgewölben geschlossen, wobei im Chor die Dienste in Form halbrunder Pilaster mit würfelförmigen Kapitellen auffallen. Der Dachstuhl des Chores ist niedriger gehalten als der des Langhauses. Im Chor finden sich Ecklisenen und der Giebelfuß ist mit dem deutschen Band verziert. Die Bauzeit des frühgotischen Chores liegt im 13. Jahrhundert, die des Langhauses im 14. Jahrhundert. Das große Ostfenster und der Chorgiebel sind möglicherweise in der heutigen Gestalt das Ergebnis nachträglicher Veränderungen.
Im Innern des Chors enden die Kreuzrippengewölbe auf Halbsäulen mit Würfelkapitellen, die Sakriatei hat zwei Kreuzgewölbe mit Bandrippen und im Schiff enden die Kreuzrippengewölbe mit Scheitelrippen auf einfachen Konsolen. An der Westseite gipfelt die Baumasse der Kirche im Turm, einem im 15. Jahrhundert über quadratischem Grundriss errichteten Bauteil mit drei Geschossen und einem hohen, über den vier Schildgiebeln herauswachsendem achtseitigen, mit Holzschindeln gedeckten Spitzhelm, der sogenannten Bischofsmütze. Er hat als Landmarke für die Schifffahrt gedient.

## Inneneinrichtung

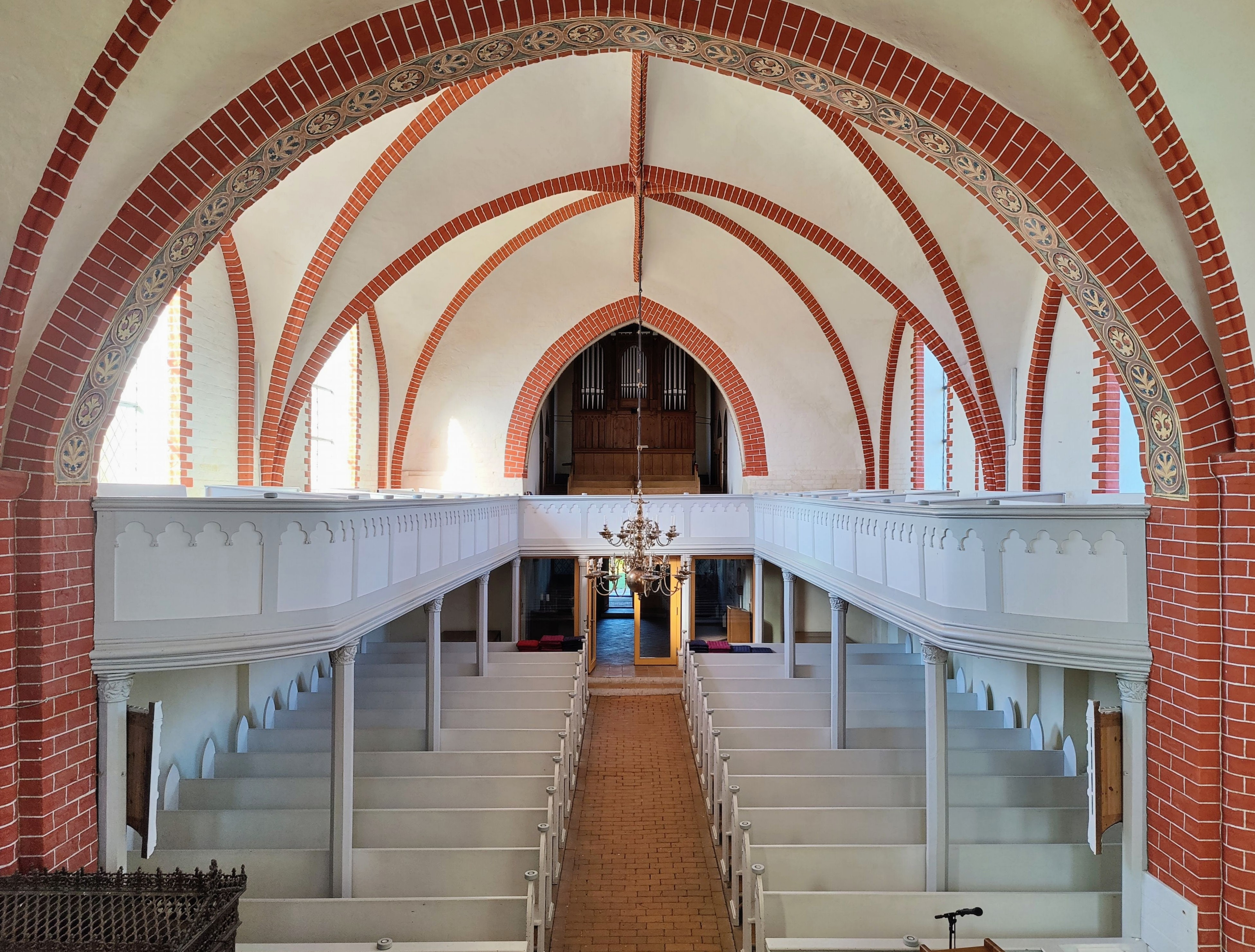
Blick zur Orgel

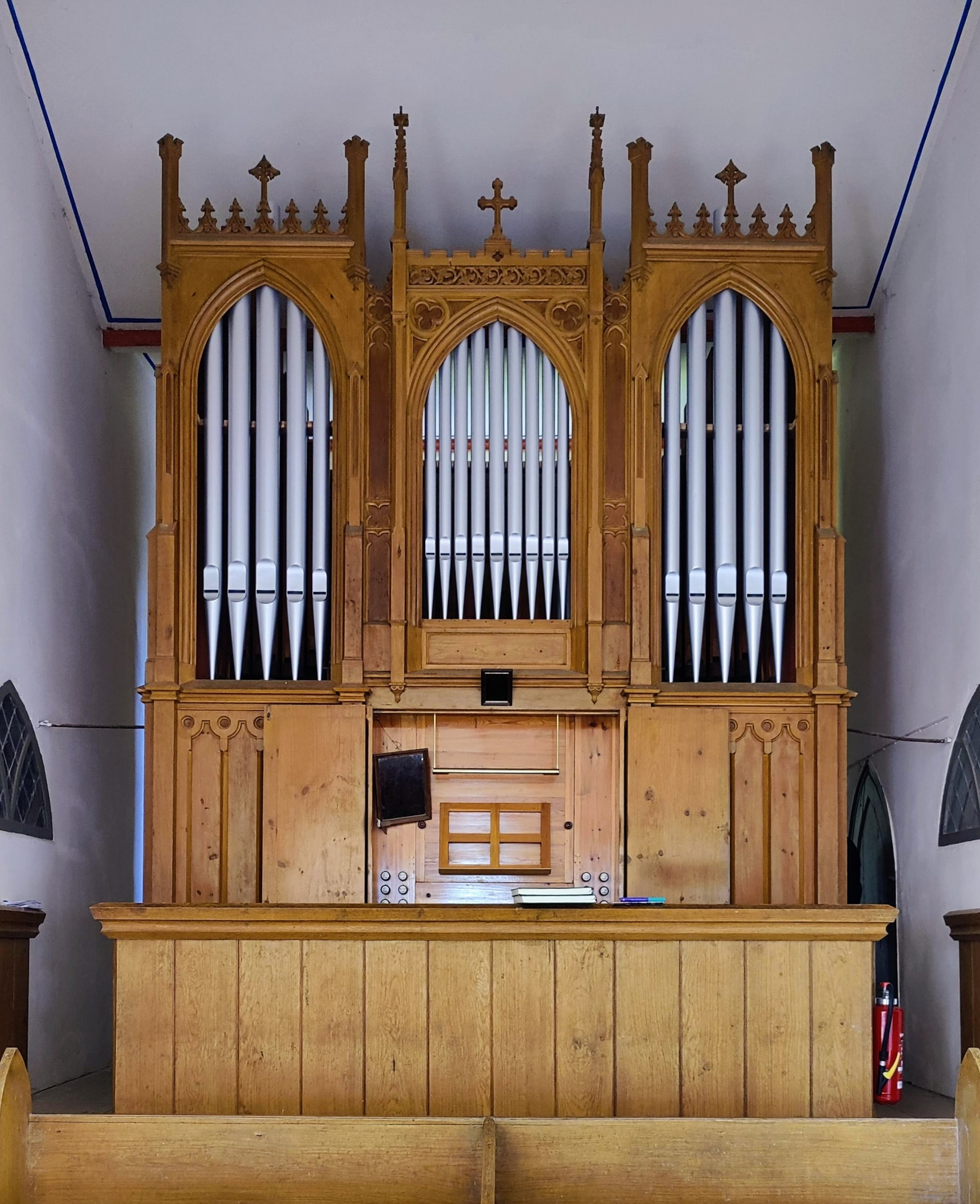
Friese-Orgel

Die Kirche hat seit dem 19. Jahrhundert eine über drei Seiten (Süd-, West- und Nordseite) umlaufende Empore, von der auch die Orgel erreichbar ist.
Im Chor steht der Mitte des 19. Jahrhunderts neugotisch gestaltete Kanzelaltar. Die Holzausstattung und das Gestühl wurden um 1850 gefertigt.
Um 1900 wurden die drei Chorfenster mit Glasgemälden von Rudolf Carl Koenigsberg aus Schwerin ausgestattet. Das große Fenster enthält eine Darstellung der Kreuzigung und Himmelfahrt Christi mit einem unteren durchlaufenden Schriftband. In den beiden kleineren Bildern wurden die dargestellten vier Evangelisten Mathaeus, Johannes, Marcus und Lukas neben den Evangelistensymbolen mit Beischriften bezeichnet. Die aufgetretenen Schäden an Konturen und Überzügen wurden 1997 durch die Glaserei Biebernick aus Wismar restauriert und durch die Glasmalerei Osten aus Wickendorf (bei Schwerin) ergänzt.
Die nach dem Brand von 1836 beschädigte und deshalb ausgemusterte, jahrzehntelang im benachbarten Groß Stieten als Blumenschale genutzte Granitfünte mit ihren kleeblattförmigen Blenden, steht heute wieder in der Kirche.
Nach Schlie wurden die beiden Glocken 1838 durch den Wismarer Glockengießer Peter Martin Hausbrandt gegossen. Sie wurden für Kriegszwecke eingeschmolzen.

### Orgel
Die zweimanualige Orgel mit 15 Registern auf zwei Manualen und Pedal wurde 1865 von Friedrich Friese III erbaut. Sie gehört zu den herausragenden Werken einer frühen Periode Frieses mit einer Disposition, die an das frühe 19. Jahrhundert erinnert. 1916 erfolgten durch Carl Börger erste Veränderungen, 1982 Reparaturen durch den Orgelbauer Voigt aus Bad Liebenwerda und 1998 weitere Reparaturen an der Balg- und Kanalanlage, den Windladen und der Tontraktur durch Wolfgang Nußbücker aus Plau am See. 2012/2013 fand eine weitere Restaurierung durch die Werkstatt Christian Scheffler aus Sieversdorf statt.